# ATC (J)
Jest to część klasyfikacji anatomiczno-terapeutyczno-chemicznej:
- A – Przewód pokarmowy i metabolizm
- B – Krew i układ krwiotwórczy
- C – Układ sercowo-naczyniowy
- D – Dermatologia
- G – Układ moczowo-płciowy i hormony płciowe
- H – Leki hormonalne do stosowania wewnętrznego (bez hormonów płciowych)
- J – Leki stosowane w zakażeniach (przeciwinfekcyjne)
- L – Leki przeciwnowotworowe i immunomodulujące
- M – Układ mięśniowo-szkieletowy
- N – Ośrodkowy układ nerwowy
- P – Leki przeciwpasożytnicze, owadobójcze i repelenty
- R – Układ oddechowy
- S – Narządy wzroku i słuchu
- V – Różne (varia)

Obejmuje ona leki stosowane w zakażeniach (przeciwinfekcyjne):
- J – Leki stosowane w zakażeniach
  - J 01 – Leki przeciwbakteryjne do stosowania wewnętrznego
  - J 02 – Leki przeciwgrzybicze do stosowania wewnętrznego
  - J 04 – Leki przeciwprątkowe
  - J 05 – Leki przeciwwirusowe do stosowania wewnętrznego
  - J 06 – Surowice odpornościowe i immunoglobuliny
  - J 07 – Szczepionki

## J 01 –Leki przeciwbakteryjne do stosowania wewnętrznego
- J 01 A – Tetracykliny
  - J 01 AA – Tetracykliny
- J 01 B – Amfenikole
  - J 01 BA – Amfenikole
- J 01 C – Antybiotyki β-laktamowe, penicyliny
  - J 01 CA – Penicyliny o szerokim spektrum działania
  - J 01 CE – Penicyliny wrażliwe na β-laktamazę
  - J 01 CF – Penicyliny oporne na β-laktamazę
  - J 01 CG – Inhibitory β-laktamazy
  - J 01 CR – Połączenia penicylin z inhibitorami β-laktamazy
- J 01 D – Pozostałe antybiotyki β-laktamowe
  - J 01 DB – Cefalosporyny pierwszej generacji
  - J 01 DC – Cefalosporyny drugiej generacji
  - J 01 DD – Cefalosporyny trzeciej generacji
  - J 01 DE – Cefalosporyny czwartej generacji
  - J 01 DF – Monobaktamy
  - J 01 DH – Karbapenemy
  - J 01 DI – Inne cefalosporyny
- J 01 E – Sulfonamidy i trimetoprim
  - J 01 EA – Trimetoprim i jego pochodne
  - J 01 EB – Krótkodziałające sulfonamidy
  - J 01 EC – Sulfonamidy o średnim czasie działania
  - J 01 ED – Długodziałające sulfonamidy
  - J 01 EE – Połączenia sulfonamidów z trimetoprimem i jego pochodnymi
- J 01 F – Makrolidy, linkozamidy i streptograminy
  - J 01 FA – Makrolidy
  - J 01 FF – Linkozamidy
  - J 01 FG – Streptograminy
- J 01 G – Aminoglikozydy
  - J 01 GA – Streptomycyny
  - J 01 GB – Inne aminoglikozydy
- J 01 M – Chinolony
  - J 01 MA – Fluorochinolony
  - J 01 MB – Inne
- J 01 R – Połączenia leków przeciwbakteryjnych
  - J 01 RA – Połączenia leków przeciwbakteryjnych
- J 01 X – Inne leki przeciwbakteryjne
  - J 01 XA – Antybiotyki glikopeptydowe
  - J 01 XB – Polimiksyny
  - J 01 XC – Antybiotyki o budowie steroidowej
  - J 01 XD – Pochodne imidazolu
  - J 01 XE – Pochodne nitrofuranu
  - J 01 XX – Inne

## J 02 –Leki przeciwgrzybicze do stosowania wewnętrznego
- J 02 A – Leki przeciwgrzybicze do stosowania wewnętrznego
  - J 02 AA – Antybiotyki
  - J 02 AB – Pochodne imidazolu
  - J 02 AC – Pochodne triazolu
  - J 02 AX – Inne

## J 04 –Leki przeciwgruźlicze
- J 04 A – Leki stosowane w leczeniu gruźlicy
  - J 04 AA – Pochodne kwasu aminosalicylowego
  - J 04 AB – Antybiotyki
  - J 04 AC – Hydrazydy
  - J 04 AD – Pochodne tiokarbamidu
  - J 04 AK – Inne
  - J 04 AM – Leki przeciwgruźlicze w połączeniach

## J 05 –Leki przeciwwirusowe do stosowania wewnętrznego
- J 05 A – Preparaty działające bezpośrednio na wirusy
  - J 05 AA – Tiosemikarbazony
  - J 05 AB – Nukleozydy i nukleotydy (bez inhibitorów odwrotnej transkryptazy)
  - J 05 AC – Cykliczne aminy
  - J 05 AD – Pochodne kwasu fosfoniowego
  - J 05 AE – Inhibitory proteazy
  - J 05 AF – Nukleozydy i nukleotydy – inhibitory odwrotnej transkryptazy
  - J 05 AG – Nienukleozydowe inhibitory odwrotnej transkryptazy
  - J 05 AH – Inhibitory neuraminidazy
  - J 05 AR – Połączenia leków przeciwwirusowych stosowane w zakażeniach HIV
  - J 05 AX – Inne

## J 06 –Surowice odpornościowe i immunoglobuliny
- J 06 A – Surowice odpornościowe
  - J 06 AA – Surowice odpornościowe
- J 06 B – Immunoglobuliny
  - J 06 BA – Immunoglobuliny niespecyficzne (ludzkie)
  - J 06 BB – Immunoglobuliny specyficzne
  - J 06 BC – Inne immunoglobuliny

## J 07 –Szczepionki
- J 07 A – Szczepionki przeciwbakteryjne
  - J 07 AA – Anatoksyny
  - J 07 AD – Szczepionki przeciw brucelozie
  - J 07 AE – Szczepionki przeciw cholerze
  - J 07 AF – Szczepionki przeciw błonicy
  - J 07 AG – Szczepionki przeciw Haemophilus influenzae typu b
  - J 07 AH – Szczepionki przeciw meningokokom
  - J 07 AJ – Szczepionki przeciw krztuścowi
  - J 07 AK – Szczepionki przeciw dżumie
  - J 07 AL – Szczepionki przeciw pneumokokom
  - J 07 AM – Szczepionki przeciw tężcowi
  - J 07 AN – Szczepionki przeciw gruźlicy
  - J 07 AP – Szczepionki przeciw durowi brzusznemu
  - J 07 AR – Szczepionki przeciw tyfusowi
  - J 07 AX – Inne
- J 07 B – Szczepionki przeciwwirusowe
  - J 07 BA – Szczepionki przeciw wirusowemu zapaleniu mózgu
  - J 07 BB – Szczepionki przeciw grypie
  - J 07 BC – Szczepionki przeciw WZW
  - J 07 BD – Szczepionki przeciw odrze
  - J 07 BE – Szczepionki przeciw nagminnemu zapaleniu przyusznic
  - J 07 BF – Szczepionki przeciw chorobie Heinego i Medina
  - J 07 BG – Szczepionki przeciw wściekliźnie
  - J 07 BH – Szczepionki przeciw biegunce rotawirusowej
  - J 07 BJ – Szczepionki przeciw różyczce
  - J 07 BK – Szczepionki przeciw ospie wietrznej
  - J 07 BL – Szczepionki przeciw żółtej febrze
  - J 07 BM – Szczepionki przeciw wirusowi brodawczaka ludzkiego
  - J 07 BN – Szczepionki przeciw COVID–19
  - J 07 BX – Inne
- J 07 C – Połączenia szczepionek przeciwbakteryjnych i przeciwwirusowych
  - J 07 CA – Połączenia szczepionek przeciwbakteryjnych i przeciwwirusowych
- J 07 X – Inne szczepionki
  - J 07 XA – Szczepionki przeciw pasożytnicze